# Camiros

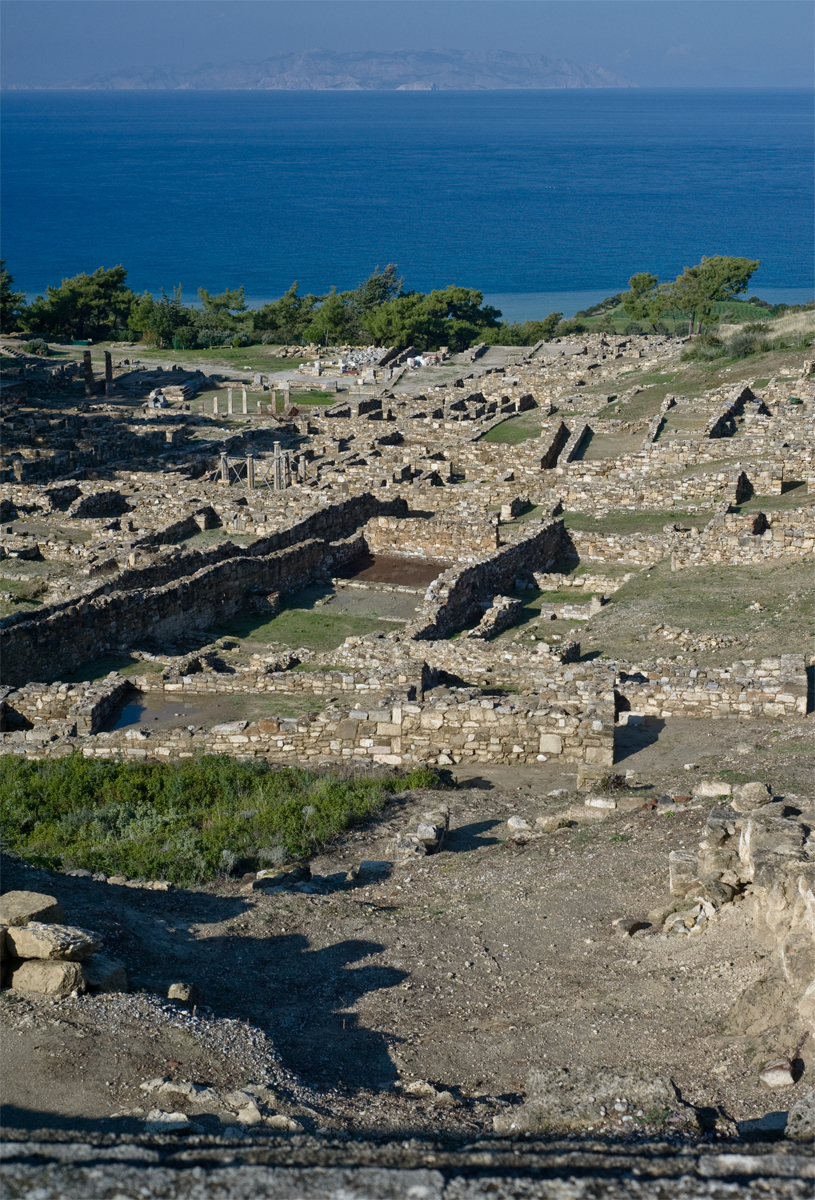
Ruínas da cidade de Camiros

Camiros é uma cidade da ilha de Rodes, numa península na costa noroeste da ilha. É o coração de uma região agrícola, e constituía uma de três cidades-estado em Rodes.
A cidade foi construída sobre três níveis. No topo da colina era a acrópole, com o templo de Atena Kameiras e o stoa. Um reservatório coberto, com capacidade de 600 metros cúbicos de água, suficiente para até 400 famílias, foi construído no século VI a.C.. Depois, o stoa foi construído sobre o reservatório.
O terraço do meio consistia de um plano de ruas paralelas e blocos residenciais. No terraço mais alto ficava um templo dórico, provavelmente de Apolo; a Casa da Fonte, com a ágora em frente; e períbolos dos altares, que continham dedicações a várias divindades.
Durante o período pré-histórico a área foi habitada pelos aqueus. A cidade em si foi fundada pelos dóricos. As fundações do templo foram lançadas no século VIII a.C.. O terremoto de 226 a.C. destruiu a cidade e o templo. O terremoto de 142 a.C. destruiu a cidade pela segunda vez.
A acrópole foi escavada por Biliotti e Salzmann entre 1852 e 1864. Em 1928 a Escola Arqueológica Italiana começou uma escavação sistemática da área.